# Phlegra v-epigynalis
Phlegra v-epigynalis là một loài nhện trong họ Salticidae.
Loài này thuộc chi Phlegra. Phlegra v-epigynalis được Heçiak & Jerzy Prószyński miêu tả năm 1998.